# میرنجات اصفهانی
میرزا عبدالعادل اصفهانی (؟ - ۱۱۲۲) متخلص به نجات شاعر پارسی گوی سبک هندی می‌باشد. او فرزند سید محمدمومن مستوفی و از سادات کهگیلویه (شهر دهدشت) می‌باشد اما به سبب سکونت در اصفهان، او را اصفهانی گفته‌اند.
در زمان شاه سلیمان صفوی، از منشیان دربار بوده و در مدح شاه شعر نیز سروده‌است. میر نجات در سال ۱۱۲۲ در اصفهان درگذشته است.

## آثار
- دیوان اشعار نجات اصفهانی
- مثنوی مسیر السالکین
- مثنوی گُلِ کشتی[۳]

مثنوی گل کشتی در سال 1399 بر پایه نسخه‌های خطی موجود در کتابخانه مجلس و کتابخانه موزه ملی ملک توسط مهرداد اکبری تصحیح و در انتشارات ابوالحسنی چاپ و منتشر شده است.

## نمونه اشعار
| ای زهد، سالهاست که شرمندهٔ توایم |  | گر عاشقی امان بدهد بندهٔ توایم |

| نباشد ناله و فریاد اهل دل ز مهجوری |  | سپند از قرب آتش می‌کند افغان، نه از دوری |

| لباس سرمه ای، ای کعبهٔ نگاه مپوش  |  | به مرگ من که دگر جامهٔ سیاه مپوش   |
| ترا به جامه نیلوفری چه کار ای گل |  | به رنگ سایه خود این قبای راه مپوش |

| از گریه‌های مستی ام آخر گشود دل  |  | سیلاب، قفل خانه ما را کلید بود |
| روزی که خط بندگی از ما گرفت عشق |  | این لوح از نگارش هستی سفید بود |